# Zászkaliczky Pál
Zászkaliczky Pál (Rád, 1905. december 20. – Fót, 1962. augusztus 6.) evangélikus lelkész, esperes.

## Élete
Rádi parasztcsaládból származott. A váci katolikus gimnáziumba járt, majd az aszódi evangélikus gimnáziumban érettségizett. teológiát Sopronban, majd Helsinkiben tanult. 1930-ban szentelték pappá. 1930 és 1934 között Békéscsabán és Budapesten volt segédlelkész, közben egy évig Helsinkiben ösztöndíjas. 1934-ben rövid ideig Pitvaroson helyettes lelkész, majd augusztusban megválasztják fóti lelkipásztornak. 1940-től esperes. A belmissziói irányzat híve és aktív munkása. Számos előadást tartott az ország különböző pontján. 1939-ben alapítója a fóti Evangélikus Jungmann Árvaház-nak, 1947-ben megszervezte a Mandák Belmissziói Otthont. 1948 és 1954 között részt vett a Bibliafordító Bizottság ószövetségi szakbizottságának munkáiban.
A bebörtönzött Ordass Lajos evangélikus püspök melletti kiállása miatt, 1950-ben az egyházi vezetés állásából hónapokra felfüggesztette, közegyházi tisztségétől megfosztotta. 1956-ban rehabilitálták, 1957-től a Déli Evangélikus Egyházkerület püspökhelyettese. 1958-ban az ÁVH nyomására lemondott tisztségéről. Társszerkesztője volt az Emmaus felé című havi folyóiratnak.
Felesége Blaskovits Mária tanítónő. Házasságukból öt gyermekük született.

## Művei
- A finn kereszténység története és a finn evangélikus egyház rajza, Budapest, 1937
- Malmivaara Vilmos élete, Győr, 1937
- Száznál több cikke jelent meg különféle folyóiratokban.
- Kéziratban fennmaradtak előadásai, tanulmányai, novellái, színdarabjai.